# Mike Edwards
Pour les articles homonymes, voir Michael Edwards.
(en) Statistiques sur pro-football-reference
Mike Edwards, né le 18 mai 1996 à Cincinnati en Ohio, est un sportif professionnel américain de football américain qui joue au poste de safety dans la National Football League (NFL) depuis la saison 2019 et depuis 2024 pour les Bills de Buffalo.
Sélectionné en 99e choix global lors du troisième tour de la draft 2019 de la NFL par la franchise des Buccaneers de Tampa Bay, il y joue pendant quatre saisons et y remporte le Super Bowl LV. Il passe en 2023 chez les Chiefs de Kansas City avec qui il remporte le Super Bowl LVIII. En 2024, il rejoint les Bills de Buffalo.
Au niveau universitaire, il a joué pendant quatre saisons pour les Wildcats de l'université du Kentucky dans la NCAA Division I FBS et sa Southeastern Conference (SEC).

## Biographie

### Carrière universitaire
Étudiant à l'université du Kentucky, il joue pour l'équipe des Wildcats de 2015 à 2018 qui évolue dans la NCAA Division I FBS et sa Southeastern Conference (SEC) où il obtient deux sélections dans la deuxième équipe de cette conférence (2016, 2018).

### Carrière professionnelle

#### Draft
Edwards est sélectionné en 99e choix global lors du troisième tour de la draft 2019 de la NFL par la franchise des Buccaneers de Tampa Bay,.

#### Buccaneers de Tampa Bay
Le 13 juin 2019, Edwards signe son contrat rookie d'une durée de 4 ans pour un montant de 3,34 millions de dollars avec les Buccaneers.
En 3e semaine de la saison 2020, lors de la victoire 28 à 10 contre les Broncos de Denver, Edwards enregistre, en fin de quatrième quart temps, sa première interception en carrière sur une passe du quarterback Brett Rypien (en). Contre les Saints de La Nouvelle-Orléans lors de la victoire 30 à 20 en tour de division de la série éliminatoire, il intercepte une passe tentée par le quarterback Drew Brees. Il remporte sa première bague de Super Bowl en battant 31 à 9 les Chiefs de Kansas City lors du Super Bowl LV.
En 2e semaine lors de la victoire 48 à 25 contre les Falcons d'Atlanta, Edwards effectue quatre plaquages, trois passes déviées et inscrit deux touchdowns à la suite d'interception de passes de Matt Ryan. Cette performance lui vaut d'être désigné meilleur joueur défensif de la semaine en NFC. Le 2 décembre 2021, il est suspendu trois matchs pour avoir violé les protocoles NFL relatifs à la pandémie de Covid-19 en ayant falsifié les informations sur son statut vaccinal.

#### Chiefs de Kansas City
Le 20 mars 2023, Edwards signe un contrat d'un an pour un montant de 3 millions de dolars dont une prime à la signature de 1,4 million avec les Chiefs de Kansas City.
Sur la saison 2023, il totalise 51 plaquages, un sack, recouvre deux fumbles, réussit une interception et cinq passes défendues. Lors de la victoire en tour de wild card contre les Dolphins de Miami, il réussit une interception. Contre les Bills de Buffalo en tour de division, Edwards doit quitter le match à la suite d'une commotion. Il gagne la finale de conférence NFC contre les Ravens de Baltimore et remporte ensuite le Super Bowl LVIII 25 à 22 disputé contre les 49ers de San Francisco, y totalisant 7 plaquages et une passe défendue.

#### Bills de Buffalo
Le 20 mars 2024, Edwards signe un contrat d'un an avec les Bills de Buffalo pour un montant de 2,8 millions de dollars dont 1 million de prime à la signature,.

## Statistiques

### Universitaires
| Année       | Équipe               | Statut      | MJ |       | Plaquages | Plaquages | Plaquages | Plaquages |       | Interceptions | Interceptions | Interceptions | Interceptions |  | Fumbles | Fumbles |
| Année       | Équipe               | Statut      | MJ | Total | Seul      | Ast.      | Sacks     | Nb.       | Yards | Déf.          | TD            | Nb.           | Rec.          |  |         |         |
| 2015        | Wildcats du Kentucky | Fr.         | 09 | 039   | 25        | 14        | 0,0       | 1         | 20    | 2             | 1             | 1             | 0             |  |         |         |
| 2016        | Wildcats du Kentucky | So.         | 13 | 100   | 56        | 44        | 0,5       | 3         | 46    | 8             | 0             | 0             | 0             |  |         |         |
| 2017        | Wildcats du Kentucky | Jr.         | 13 | 096   | 53        | 43        | 1,0       | 4         | 01    | 7             | 0             | 0             | 0             |  |         |         |
| 2018        | Wildcats du Kentucky | Sr.         | 13 | 082   | 56        | 26        | 0,0       | 2         | 79    | 6             | 1             | 1             | 1             |  |         |         |
| Totaux NCAA | Totaux NCAA          | Totaux NCAA | 48 | 317   | 190       | 127       | 1,5       | 10        | 146   | 23            | 2             | 2             | 1             |  |         |         |

### Professionnelles
| Année      | Équipe                  | MJ |                | Plaquages      | Plaquages      | Plaquages      | Plaquages      |                | Interceptions  | Interceptions  | Interceptions | Interceptions |  | Fumbles | Fumbles |
| Année      | Équipe                  | MJ | Total          | Seul           | Ast.           | Sacks          | Nb.            | Yards          | Déf.           | TD             | Nb.           | Rec.          |  |         |         |
| 2019       | Buccaneers de Tampa Bay | 15 | 45             | 33             | 12             | 1,0            | -              | -              | 6              | -              | 0             | 2             |  |         |         |
| 2020       | Buccaneers de Tampa Bay | 16 | 11             | 06             | 05             | 0,0            | 2              | 67             | 5              | 0              | 0             | 1             |  |         |         |
| 2021       | Buccaneers de Tampa Bay | 14 | 43             | 31             | 12             | 0,0            | 3              | 46             | 7              | 2              | 1             | 0             |  |         |         |
| 2022       | Buccaneers de Tampa Bay | 13 | 82             | 52             | 30             | 1,0            | 2              | 66             | 3              | 1              | 0             | 0             |  |         |         |
| 2023       | Chiefs de Kansas City   | 17 | 51             | 32             | 19             | 1,0            | 1              | 16             | 5              | 0              | 0             | 2             |  |         |         |
| 2024       | Bills de Buffalo        | ?  | Saison à venir | Saison à venir | Saison à venir | Saison à venir | Saison à venir | Saison à venir | Saison à venir | Saison à venir | ?             | ?             |  |         |         |
| Totaux NFL | Totaux NFL              | 75 | 235            | 157            | 78             | 3,0            | 8              | 195            | 26             | 3              | 1             | 5             |  |         |         |

| Année      | Équipe                  | MJ |       | Plaquages | Plaquages | Plaquages | Plaquages |       | Interceptions | Interceptions | Interceptions | Interceptions |  | Fumbles | Fumbles |
| Année      | Équipe                  | MJ | Total | Seul      | Ast.      | Sacks     | Nb.       | Yards | Déf.          | TD            | Nb.           | Rec.          |  |         |         |
| 2020       | Buccaneers de Tampa Bay | 4  | 12    | 08        | 4         | 0,0       | 1         | 1     | 3             | 0             | 0             | 0             |  |         |         |
| 2021       | Buccaneers de Tampa Bay | 2  | 11    | 10        | 1         | 0,0       | 1         | 0     | 1             | 0             | 0             | 0             |  |         |         |
| 2022       | Buccaneers de Tampa Bay | 1  | 10    | 06        | 4         | 0,0       | 0         | 0     | 1             | 0             | 0             | 0             |  |         |         |
| 2023       | Chiefs de Kansas City   | 4  | 12    | 07        | 5         | 0,0       | 1         | -1    | 2             | 0             | 0             | 0             |  |         |         |
| Totaux NFL | Totaux NFL              | 11 | 45    | 31        | 14        | 0,0       | 3         | 0     | 7             | 0             | 0             | 0             |  |         |         |